# Randalls Partnergrundel
Randalls Partnergrundel (Amblyeleotris randalli) ist eine in tropischen Riffen des Pazifischen Ozeans in Tiefen von 25 bis 50 Metern heimische Art. Der Artzusatz randalli bezieht sich auf den amerikanischen Ichthyologen John Ernest Randall.

## Merkmale
Dieser Fisch erreicht eine maximale Standardlänge von 12 Zentimetern. Der Kopf ist moderat seitlich abgeflacht und höher als breit, der Körper ist seitlich abgeflacht. Das Maul ist endständig. Auf dem Oberkiefer sitzen die Zähne in 4 Reihen, auf dem Unterkiefer in 4 bis 5 Reihen. Alle Zähne sind konisch und gebogen. Pflugscharbein (Vomer) und Gaumenbein (Os palatinum) sind unbezahnt. Längs des Körpers befinden sich 54 bis 63 kleine Schuppen in einer Reihe, nach vorne hin Rundschuppen (Cycloidschuppen), zum Körperende hin Kammschuppen (Ctenoidschuppen). Die Kammschuppen erstrecken sich keilförmig bis zu einem Punkt unterhalb des Beginns der zweiten Rückenflosse bis Mitte der ersten Rückenflosse. Die Brustbasis und Brust sind mit kleinen Rundschuppen, der Bauch mit sehr kleinen Rundschuppen und der Ansatz der Schwanzflosse mit Kammschuppen besetzt. Die Seiten des Kopfes und die Nackenmitte sind unbeschuppt. Die erste Rückenflosse (Dorsale) ist höher als die Körperhöhe und wird von 6 Hartstrahlen gestützt, der zweite, dritte und der vierte Strahl sind am längsten und ungefähr gleich lang. Die zweite Rückenflosse und die Afterflosse (Anale) von 1 Hartstrahl und 12 Weichstrahlen gestützt. Die beiden Spitzen der Schwanzflosse sind asymmetrisch, die oberen Strahlen sind länger als die unteren. Die Schwanzflosse ist gewöhnlich länger als der Kopf.
Die Körperfarbe ist weiß, über Kopf und Körper verlaufen sieben schmale orangefarbene Querstreifen. Die große, flaggenartige erste Dorsale trägt einen auffälligen, hell umrandeten schwarzen Fleck und eine Vielzahl kleinerer, weißer Flecken.

## Verbreitung
Das Verbreitungsgebiet im westlichen Pazifik erstreckt sich von den Molukken bis zu den Salomon-Inseln, nach Norden bis zu den Ryūkyū-Inseln und nach Süden bis zum nördlichen Great Barrier Reef und nach Palau (Micronesien).

## Lebensweise
Amblyeleotris randalli lebt in Korallenriffen mit klarem Wasser an Stellen mit Korallensand. Wie einige andere Arten in verschiedenen Gattungen der Familie der Grundeln (Gobiidae) lebt Amblyeleotris randalli normalerweise in einer Gemeinschaft mit einem Knallkrebs (Alpheidae) in einer Höhle aus Korallenbruch. Nach Beobachtungen der Erstbeschreiber ernährt sich Amblyeleotris randalli von Organismen die sich im Sand befinden den der Knallkrebs bei Graben der Höhle ablagert, die Art geht aber auch entfernt vom Bau auf Nahrungssuche.

## Aquaristik
Im Aquarium kann Amblyeleotris randalli als Symbiosegrundel zusammen mit einem Knallkrebs wie z. B. Alpheus bellulus oder Alpheus ochrostiatus gehalten werden.